# خير الدين (مدينة)
خَيْر الدِّين مدينة تقع بالشمال الشرقي التونسي، بين مدينتي حلق الوادي والكرم.